# Bundesratswahl 1962
Zur Bundesratswahl 1962 am 27. September 1962 kam es wegen des Rücktritts von Bundesrat Jean Bourgknecht (KCV) aus gesundheitlichen Gründen. Dadurch wurde eine ausserordentliche Wahl durch die Vereinigte Bundesversammlung nötig. Die offizielle Kandidatur des KCV war der Bündner Ettore Tenchio. Doch unterstützte neben der KVC nur die BGB diese Kandidatur. Die meisten anderen Parteien hatten Stimmfreigabe beschlossen. Gewählt wurde mit Roger Bonvin ein anderer Parlamentarier der KCV.

## Detailergebnisse der Ersatzwahl für Jean Bourgknecht, KCV

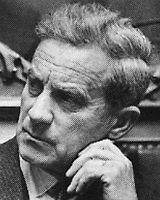
Bundesrat Roger Bonvin im Nationalrat

Der Wahlakt war heiss umstritten. Es brauchte fünf Wahlgänge, bis Nationalrat Roger Bonvin (KCV) aus dem Kanton Wallis eine Mehrheit errang. Mit Ständerat Paul Torche aus Freiburg, den Nationalräten Roger Bonvin, Franco Maspoli aus dem Tessin und Ettore Tenchio aus Graubünden rangen gleich vier Parlamentarier der KCV um den Bundesratssitz. Nationalrat Gaston Clottu aus Neuenburg, Kandidat der LPS, hatte keine Chance und schied als Erster aus. Bonvin war dann zwischen 1962 und 1968 Vorsteher des Finanz- und Zolldepartements und zwischen 1968 und 1973 Vorsteher des Verkehrs- und Energiewirtschaftsdepartements.
| Kandidaten              | Kandidaten              | 1. Wahlgang | 2. Wahlgang | 3. Wahlgang | 4. Wahlgang | 5. Wahlgang |
| ----------------------- | ----------------------- | ----------- | ----------- | ----------- | ----------- | ----------- |
| Ausgeteilte Wahlzettel  | Ausgeteilte Wahlzettel  | 234         | 235         | 234         | 234         | 234         |
| Eingegangene Wahlzettel | Eingegangene Wahlzettel | 234         | 235         | 234         | 234         | 233         |
| Ungültige Wahlzettel    | Ungültige Wahlzettel    | 0           | 0           | 1           | 0           | 4           |
| Leere Wahlzettel        | Leere Wahlzettel        | 0           | 1           | 0           | 1           | 4           |
| Gültige Wahlzettel      | Gültige Wahlzettel      | 234         | 234         | 233         | 233         | 227         |
| Absolutes Mehr          | Absolutes Mehr          | 118         | 118         | 117         | 117         | 114         |
| Roger Bonvin            | Roger Bonvin            | 87          | 99          | 101         | 114         | 142         |
| Paul Torche             | Paul Torche             | 26          | 39          | 58          | 65          | 85          |
| Ettore Tenchio          | Ettore Tenchio          | 67          | 67          | 64          | 54          | 0           |
| Franco Maspoli          | Franco Maspoli          | 38          | 27          | 10          | 0           | 0           |
| Gaston Clottu           | Gaston Clottu           | 14          | 2           | 0           | 0           | 0           |
| Andere                  | Andere                  | 2           | 0           | 0           | 0           | 0           |